# Sa’id Mollaji
Sa’id Mollaji (pers. سعید ملایی;ur. 5 stycznia 1992) – irański, od 2019 roku mongolski i od 2022 roku azerski judoka. Dwukrotny olimpijczyk. Srebrny medalista z Tokio 2020 i siedemnasty w Rio de Janeiro 2016. Walczył w wadze półśredniej. 
Mistrz świata w 2018, trzeci w 2017, piąty w 2019 i 2022, siódmy w 2021; uczestnik zawodów w 2013, 2015 i 2023. Startował w Pucharze Świata w 2015, 2016 i 2022. Srebrny medalista igrzysk azjatyckich w 2018. Wygrał igrzyska solidarności islamskiej w 2017. Zdobył cztery medale na mistrzostwach Azji w latach 2015 - 2021. Trzeci na igrzyskach wojskowych w 2015 roku.

## Letnie Igrzyska Olimpijskie 2016
| Konkurencja | Eliminacje                  | Klas. końcowa |
| Konkurencja | Przeciwnik I                | Miejsce       |
| ----------- | --------------------------- | ------------- |
| 81 kg       | Chasan Chałmurzajew (RUS) P | 17.           |

## Letnie Igrzyska Olimpijskie 2020
| Konkurencja | Eliminacje           | Eliminacje            | Eliminacje                 | Finały                      | Finały                  | Klas. końcowa |
| Konkurencja | Przeciwnik I         | Przeciwnik II         | 1/4                        | 1/2                         | Finał                   | Miejsce       |
| ----------- | -------------------- | --------------------- | -------------------------- | --------------------------- | ----------------------- | ------------- |
| 81 kg       | Didar Chamza (KAZ) Z | Murad Fatiyev (AZE) Z | Tato Grigalashvili (GEO) Z | Shamil Borchashvili (AUT) Z | Takanori Nagase (JPN) P | 2.            |